# Mäuseturm (Radebeul)
Der Mäuseturm, auch Bilzturm, ist ein heute zusammengefallener Aussichtsturm auf der Hangkante oberhalb von Schloss Lössnitz im sächsischen Radebeul (Ortsteil Wahnsdorf), der dort die Grenze zu Oberlößnitz bildet. Der Aussichtspunkt – von der Hangkante aus – war bereits im Jahr 2008 komplett zugewachsen.

Der Mäuseturm um 1900

Die Ruine steht auf etwa 228 m ü. NHN oberhalb des sogenannten Schloss′ Lössnitz, welches am Fuß des Steilhangs bei 170 m steht (über Grund 220 m entfernt). Die Kreuzung mit der darunterliegenden Weinbergstraße liegt auf Höhe von 157 m, der am Fuß der Steilhänge entlanglaufende Augustusweg liegt dort bei 140 m ü. NHN.

## Beschreibung

Schaubild des Bilz-Sanatoriums, Gesamtanlage um 1900, der Mäuseturm oben links, oben rechts die Blechburg

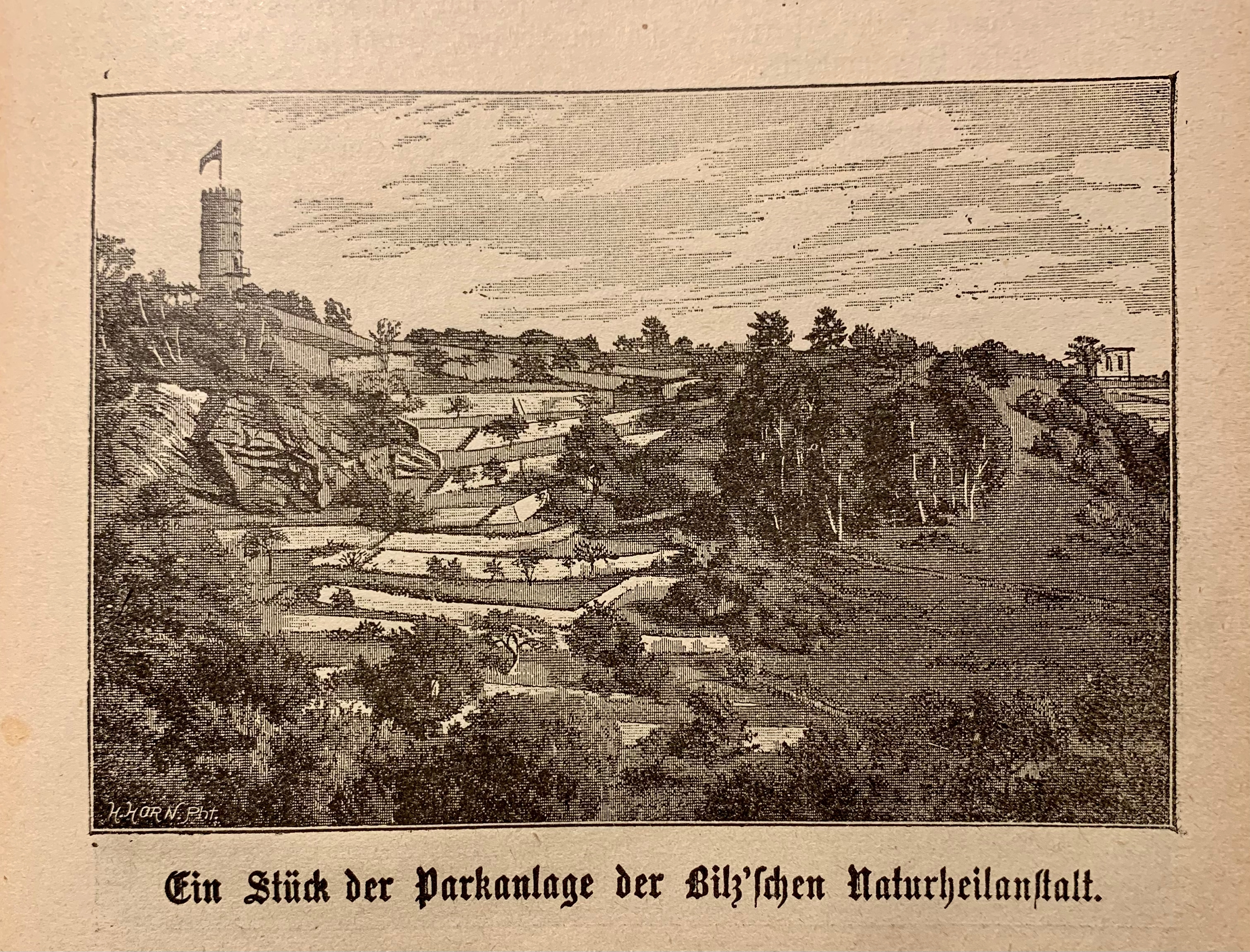
Der Mäuseturm auf einer Abbildung im Bilz-Handbuch.

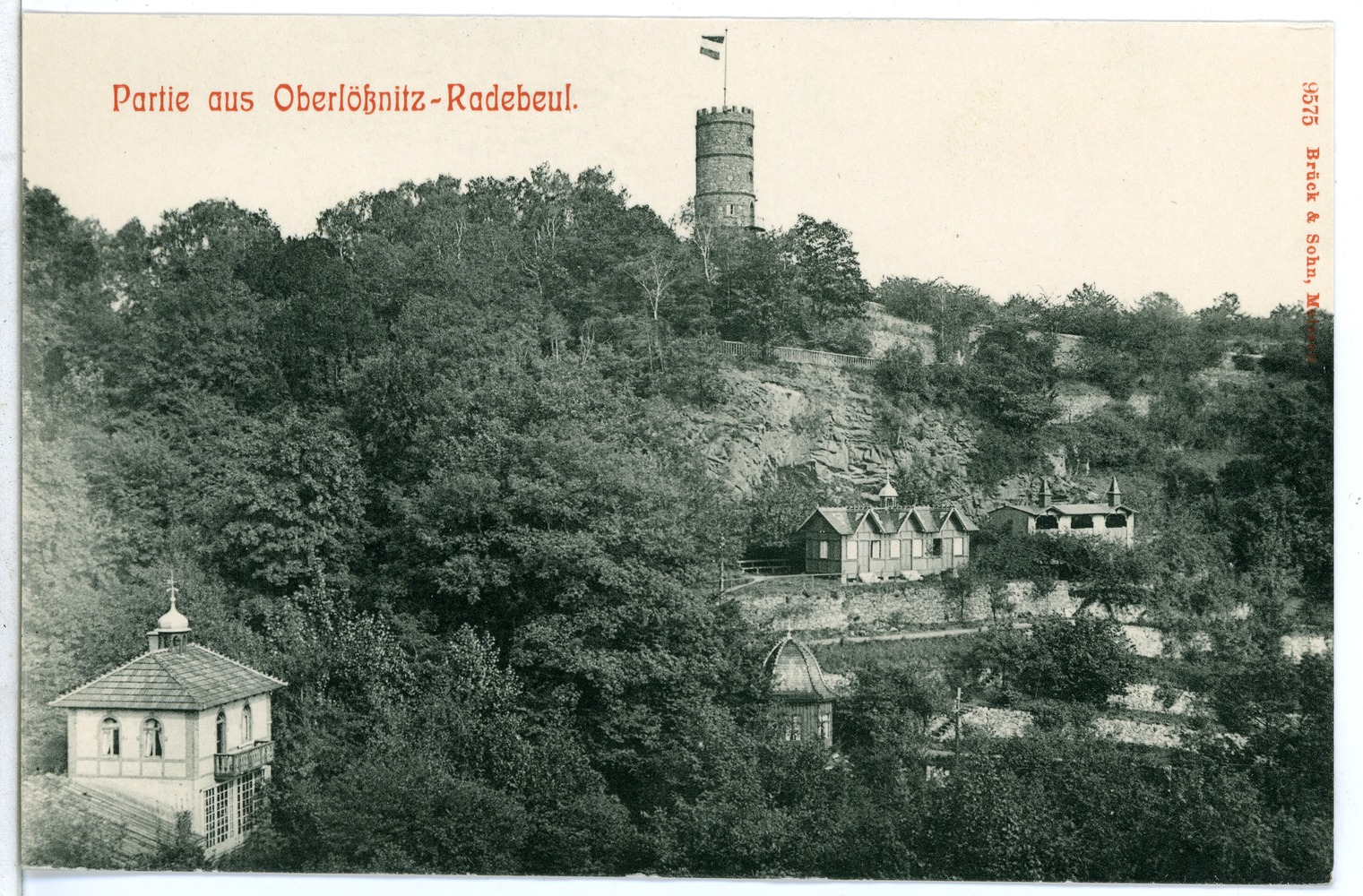
Der Mäuseturm als Krönung des Sanatoriumsgeländes (1908)

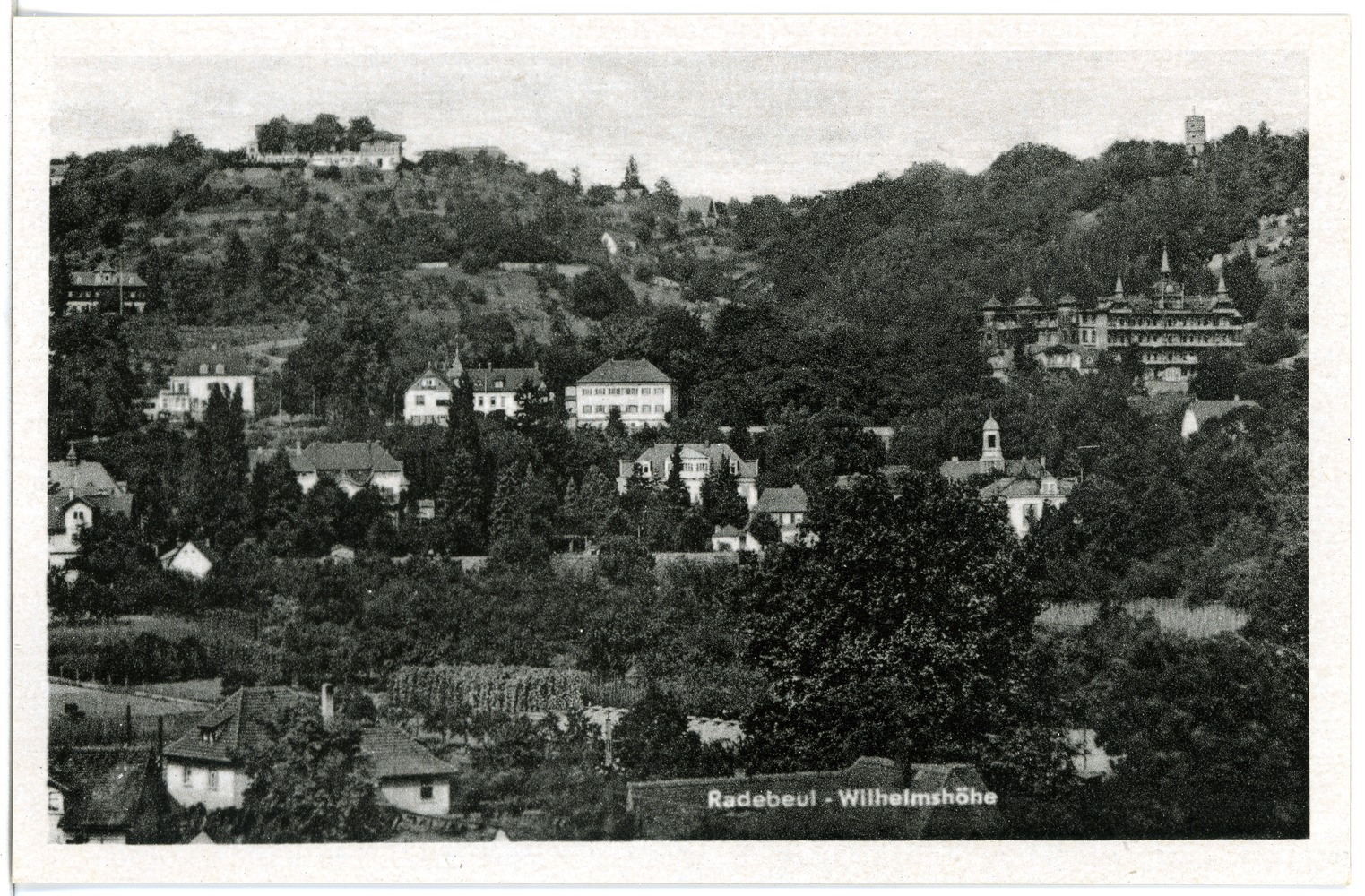
Mäuseturm (oben rechts, 1942)

Der Mäuseturm wurde 1837/1840 als Künstliche Ruine errichtet. Der aus Bruchsteinen bestehende runde Aussichtsturm steht an der Hangkante oberhalb von Oberlößnitz. Der seinerzeitige Grundstücksbesitzer Ludwig Wilhelm Tischer soll die Absicht gehabt haben, sich später dort begraben zu lassen; er wollte, dass er „…nach seinem Tod in einer eisernen Retorte vorerst verkohlt“ werde und „daß dann seine Asche in diesem Behältnis unter dem Turm versenkt werde.“
1868 stürzte der Turm ein und wurde 1870 wieder aufgebaut.
Der Oberlößnitzer Naturheilkundler Friedrich Eduard Bilz erwarb den Mäuseturm 1890 im Zusammenhang mit dem Erwerb des Anwesens auf dem Albertsberg (heute Eduard-Bilz-Straße 53), auf dem er 1892 sein Bilz-Sanatorium eröffnete. Der Mäuseturm wurde als Aussichtspunkt zu einem der Ausflugsziele der vielen Wege, die Bilz für die Gäste seines Bilz-Sanatoriums anlegte. Er bildete die Obergrenze des Anwesens, auf dem 1895 Schloss Lössnitz entstand.
Um 1995 wurde die ehemals künstliche Ruine durch Blitzschlag schwer getroffen, durch den folgenden Zerfall war sie im Jahr 2008 eine tatsächliche Ruine. Sie steht als Bestandteil der denkmalpflegerischen Sachgesamtheit (Ensemble) des ehemaligen Bilz-Sanatoriums unter Denkmalschutz. Die auch als Einzeldenkmal ausgewiesene Bauwerksruine liegt im Fauna-Flora-Habitat-Gebiet Lößnitzgrund und Lößnitzhänge (Natura-2000-Gebiet, EU-Meldenr.: DE4847304, Landesinterne Nr.: 159); diese „westexponierten Hangbereiche am Bilzturm“ bilden die Teilfläche 3 („Oberlößnitz–West“). Diese Teilfläche 3 gehört außerdem zum Landschaftsschutzgebiet Lößnitz.

Königsplatz nach dem Umbau, um 1908, Blick nach Norden. Re. Haus Albertsberg, auf dem Berg der Mäuseturm
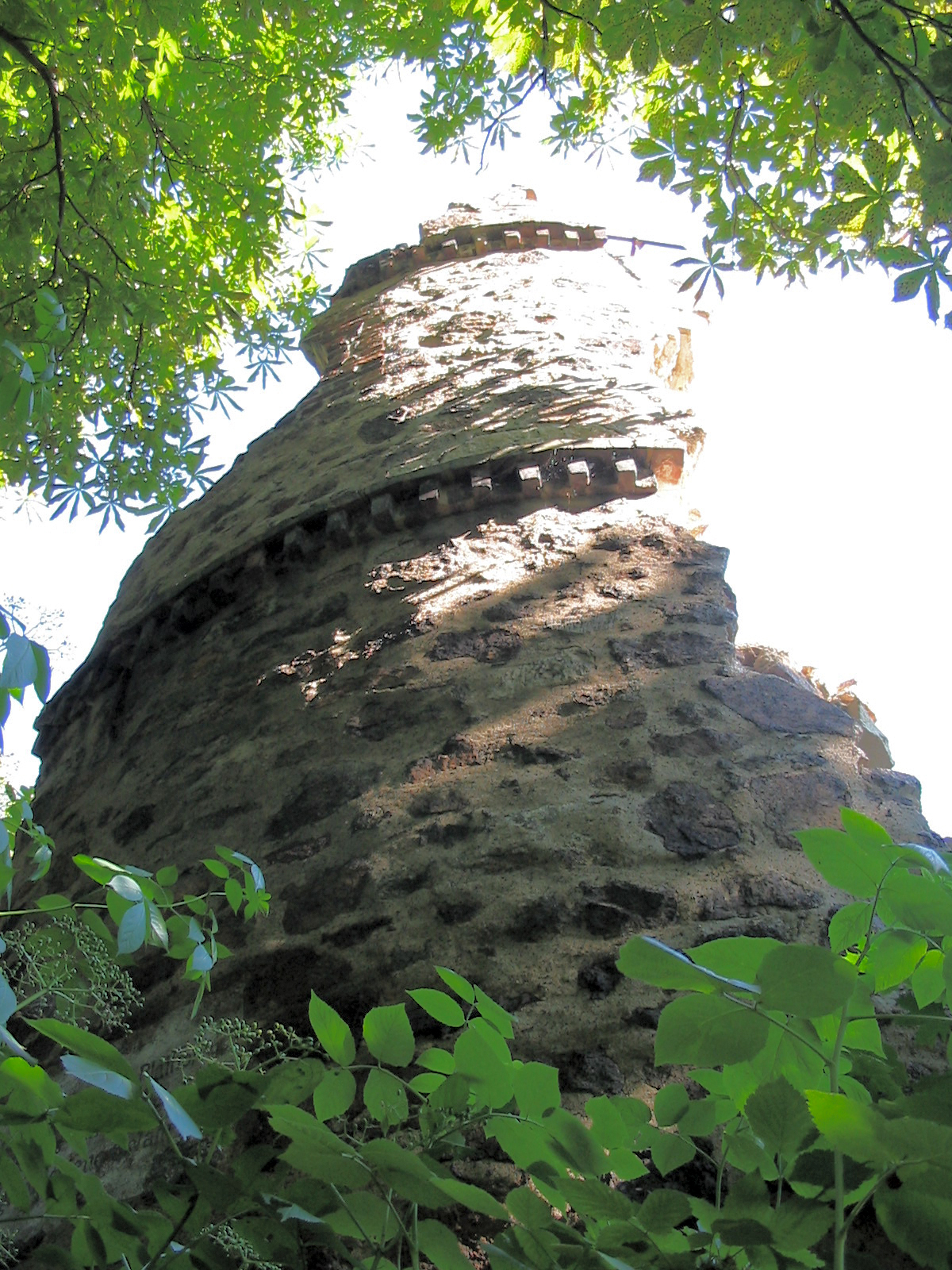
Die Ruine des Mäuseturms 2008
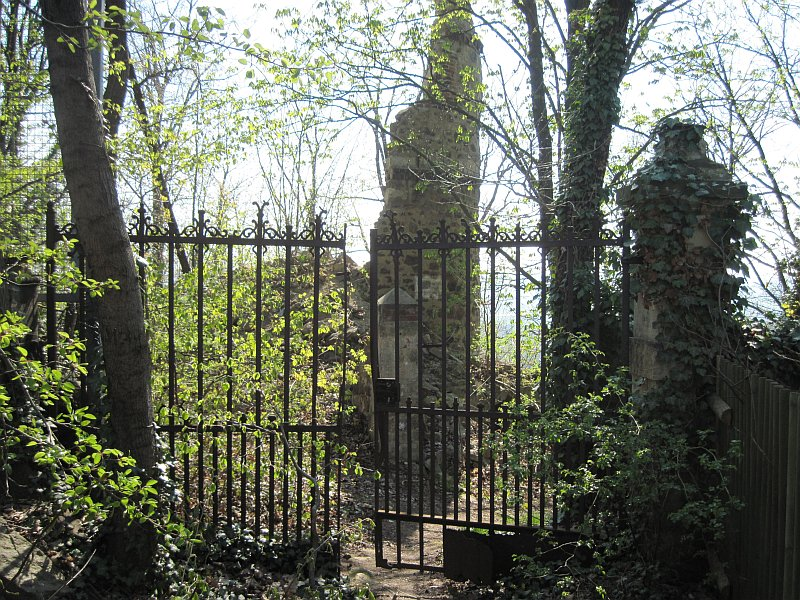
Die Ruine des Mäuseturms 2010
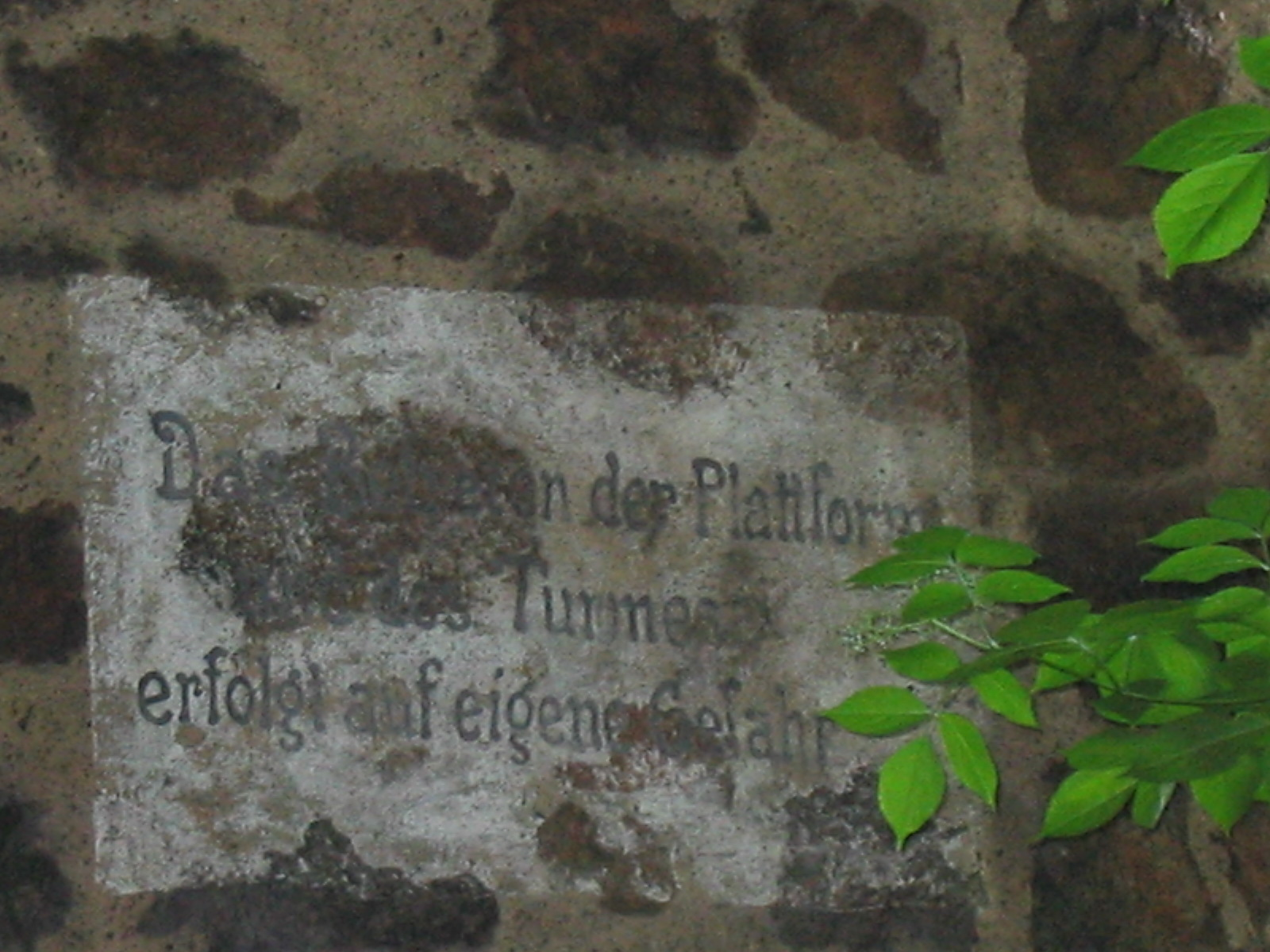
Warnschild

## Fernsehturm Radebeul
Bereits 1953/54 war in Radebeul auf der Hangkante der Lößnitzhöhen, direkt neben dem Mäuseturm, der Gitterturm der Dezimeter-Richtfunkverbindung von Berlin errichtet worden, der die 1952 auf dem Turm der Boxdorfer Windmühle eingerichtete Telefon-Relaisstation ablöste. Neben dem Gitterturm stand eine Baracke am Dammweg, die nach Eröffnung des DFF als Radebeuler Fernsehsender die Versorgung des Elbtals mit UKW-Rundfunk, Fernsehen und Ferngesprächstelefonie übernahm und noch auf der Landeskrone bei Görlitz empfangen werden konnte.
Im Postmuseum der DDR war 1959 ein Modell des in Spannbeton auszuführenden Nachfolgeturms zu sehen: ein 165 Meter hoher UKW- und Fernsehturm, der im Verlauf des Siebenjahrplans in Radebeul entstehen sollte. Stattdessen entstand dann der Fernsehturm in Dresden.